# Malacocephalus
Malacocephalus és un gènere de peixos actinopterigis de la família dels macrúrids i de l'ordre dels gadiformes.

## Taxonomia
- Malacocephalus boretzi (Sazonov, 1985)[2]
- Malacocephalus hawaiiensis (Gilbert, 1905)[3]
- Malacocephalus laevis (Lowe, 1843)[4]
- Malacocephalus luzonensis (Gilbert & Hubbs, 1920)[5]
- Malacocephalus nipponensis (Gilbert & Hubbs, 1916)[6]
- Malacocephalus occidentalis (Goode & Bean, 1885)[7]
- Malacocephalus okamurai (Iwamoto & Arai, 1987)[8][9][10][11][12][13][14][15]